# Caloptilia superbifrontella
Caloptilia superbifrontella là một loài bướm đêm thuộc họ Gracillariidae. Nó được tìm thấy ở Canada (Québec và Nova Scotia) và Hoa Kỳ (bao gồm Florida, Kentucky, Maine, Maryland, Michigan, New York, Vermont, Arkansas và West Virginia).
Sải cánh dài khoảng 11 mm.
Ấu trùng ăn Hamamelis, bao gồm Hamamelis vernalis, Hamamelis virginica và Hamamelis virginiana. Chúng ăn lá nơi chúng làm tổ.